# Валуев, Владимир Александрович
Влади́мир Алекса́ндрович Валу́ев (1870—?) — русский военный деятель, полковник. Герой Первой мировой войны.

## Биография
В службу вступил в 1888 году. В 1890 году, после окончания Константиновского военного училища по I разряду  произведён в хорунжии и выпущен в Донской 3-й казачий полк.
В 1894 году произведён в сотники, в 1898 году — в подъесаулы, в 1902 году — в есаулы (командовал сотней в комплекте Донских казачьих полков).
С 1914 года — участник Первой мировой войны во главе 1-й сотни 3-го Донского казачьего полка. Был контужен в боях. За боевые отличия в 1915-м и 1916-м годах на Западном, Юго-Западном и Румынском фронтах трижды представлялся к Георгиевскому оружию. В 1916 году произведён в войсковые старшины — помощник командира 3-го Донского казачьего полка по хозяйственной части. В 1917 году произведён в полковники.
Высочайшим приказом по Армии и Флоту от 24 января 1917 года за храбрость награждён Георгиевским оружием:
За то, что, 8-го июля 1915 года, будучи в чине есаула и командуя дивизионом спешенных казаков, направленных для атаки высоты у д. Джарки, продвинул свою часть вперёд под сильным огнём противника и уже поднимался по скату высоты к гребню, когда соседняя часть, не выдержав огня, стала отходить назад, чем поставила дивизион в тяжёлое положение, — он с присущем ему мужеством сумел удержать своих людей на позиции до поздней ночи и тем не дал возможность противнику развить успех и преследовать отходящую часть.

## Награды
- Орден Святого Станислава 3-й степени (ВП 1906[1])
- Орден Святой Анны 3-й степени с мечами и бантом (ВП 19.02.1916[3])
- Орден Святого Станислава 2-й степени с мечами (Мечи — ВП 23.07.1916)
- Орден Святой Анны 4-й степени «За храбрость» (ВП 24.03.1916[4])
- Орден Святой Анны 2-й степени с мечами (ВП 11.01.1917[5])
- Георгиевское оружие (ВП 24.01.1917[2])